# Karl Delobelle
Karl Delobelle (* 3. März 1904 in Rieschweiler; † 5. Juni 1944 in Italien) war ein deutscher Nationalsozialist. Delobelle galt als „treuer Mitkämpfer“ von Gauleiter Josef Bürckel.

## Leben
Delobelle wuchs in Rieschweiler auf, wo er die Volksschule und das humanistische Gymnasium besuchte. Er machte anschließend zwei Praktika bei der Städtischen Gutsverwaltung in Speyer  und Kirschbacherhof. Danach begann er eine kaufmännische Lehre. Am 13. Februar 1924 trat er in die SA ein und ein Jahr später in die NSDAP (Mitgliedsnummer 9.829). Bis 1929 arbeitete er im kaufmännischen Bereich, danach wurde er in den Stadtrat von Speyer gewählt, wo er Fraktionsvorsitzender der NSDAP wurde.
Von 1933 bis 1935 war er im Auftrag der Obersten SA-Führung als Stadtkommissar und Bezirkskommissar von Speyer tätig. 1934 wurde er zum SA-Standartenführer ernannt. Von April bis August 1935 war er außerdem interimsmäßig Kreisleiter von Germersheim.
Nach Beginn des Zweiten Weltkrieges wurde er  1939 zur Wehrmacht eingezogen und war als Leutnant der Reserve in Italien stationiert, wo er am 5. Juni 1944 verstarb.
1946 wurde er posthum der Verbrechen gegen die Menschlichkeit und Brandstiftung angeklagt, da er im Rahmen der Novemberpogrome 1938 an der Brandstiftung der Speyerer Synagoge beteiligt gewesen sein soll. Das Verfahren wurde jedoch später eingestellt.
Delobelle war als Vorsitzender des Verkehrsvereins außerdem federführend an der Gründung der Vereinigung Badisch-Pfälzischer Karnevalvereine beteiligt. Delobelle, der als „Scharfmacher“ und radikaler Antisemit galt, benutzte den Verein auch für antisemitische Späße, so wurde wenige Monate nach der Reichskristallnacht „eine Nachbildung der Neustadter Synagoge durch die Stadt“ gezogen, wobei die Karnevalisten „so kostümiert [waren], wie die Nazis die Juden karikierten.“